# Fuldaseilbahn Beiseförth

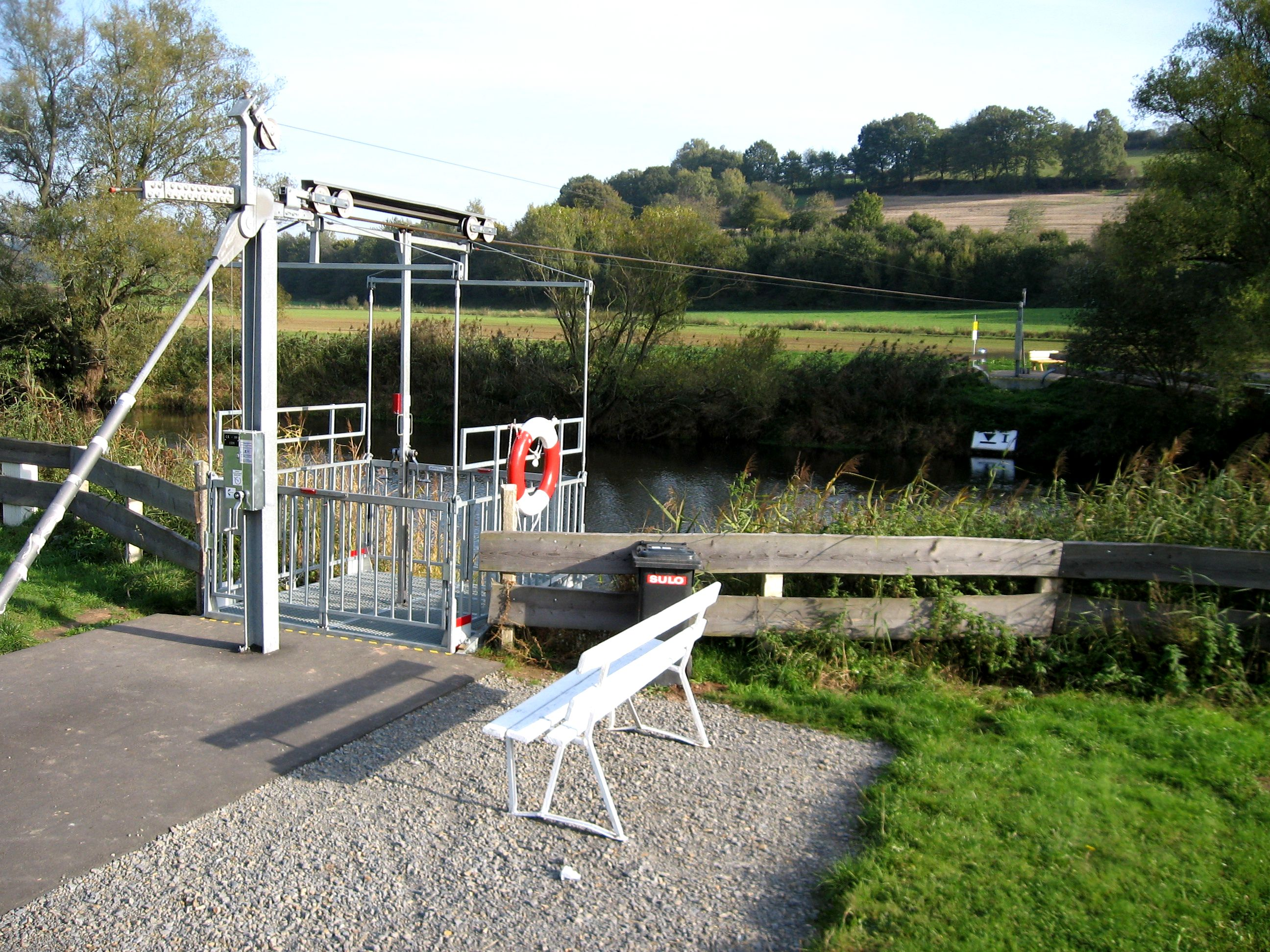
Gesamtansicht der Anlage in Beiseförth

Die Fuldaseilbahn Beiseförth ist eine etwa 50 Meter lange Luftseilbahn zum Überqueren der rund 40 Meter breiten Fulda für Fußgänger oder Fahrradfahrer zwischen dem Malsfelder Ortsteil Beiseförth und dem Morschener Ortsteil Binsförth im nordhessischen Schwalm-Eder-Kreis. Auf dem Schild vor Ort wird sie als Seilfähre bezeichnet, was jedoch technisch nicht korrekt ist.
Sie ist seit Mai 2009 in Betrieb. Geplant und gebaut wurde die Bahn vom Ingenieurbüro Intium in Melsungen zusammen mit der Firma Reisch aus Malsfeld.
In einen offenen Stahlkorb passen bis zu vier Personen mit ihren Fahrrädern. Über zwei in der Gondel montierte Handkurbeln betätigen sie einen Antrieb, der die Gondel am Drahtseil hängend in etwa fünf Minuten über die Fulda bewegt. Mit ähnlichen Kurbeln, die an den beiden Verankerungen befestigt sind und die auf ein Zugseil wirken, kann bedarfsweise vom Ufer aus der Fahrkorb mit einer Leerfahrt auf die Flussseite geholt werden, an der Fahrgäste einsteigen wollen. Sie ist von April bis Ende Oktober in Betrieb, darf aber nur bei Tageslicht benutzt werden. Die Seilbahn verbindet zwei Enden des hessischen Radwegs R1 (Fuldaradweg). Von den Herstellungskosten in Höhe von 134.000 Euro übernahm das Land Hessen etwa drei Viertel.
Vor Inbetriebnahme der Seilbahn mussten Radfahrer auf dem Fuldaradweg gemeinsam mit dem Straßenverkehr eine Steigung auf einer befahrenen Landstraße nehmen. Eine Fußgänger- und Radfahrerbrücke jedoch hätte ein Vielfaches gekostet und wäre deshalb nicht zu realisieren gewesen, sodass die als Attraktion geltende Seilbahn installiert wurde.
Kritiker jedoch wenden ein, dass die Seilbahn sich zu den Hauptverkehrszeiten im Sommer zum ernsthaften Verkehrshindernis entwickeln und Wartezeiten für die Nutzer des Fuldaradweges bedeuten könnte. Außerdem ist das Kosten-/Nutzenverhältnis der Seilbahn fragwürdig, da die Radfahrer durch die Seilbahn lediglich einen kleinen Hügel nicht überwinden müssen. Hinzu kommt, dass auch das Kurbeln an der Seilbahn, um auf die jeweils andere Seite zu gelangen, äußerst anstrengend ist und von der Kraftanwendung her durchaus mit dem Überwinden des Hügels vergleichbar ist. Auch die laufenden Kosten und eine ständige Gewährleistung der Funktionstüchtigkeit könnten ein Problem darstellen, da die Seilbahn außerhalb von Ortschaften liegt und eine Manipulation bzw. teilweise Zerstörung die Sicherheit der Passagiere schnell gefährden kann.
Im Sommer 2023 fasste die Gemeindevertretung Malsfeld einen Beschluss, die Seilbahn abzubauen und an gleicher Stelle letztlich doch den Bau einer Brücke anzustreben, der 2025 umgesetzt werden soll.